# West Side Story
Muzikál West Side Story (česky též: Příběh ze západní čtvrti) autorů Leonarda Bernsteina (hudba), Stephena Sondheima (text), Arthura Laurentse (libreto), koncepce a režie Jerome Robbins, inspirovaný Shakespearovým příběhem Romea a Julie, se od roku 1957 hraje na jevištích celého světa. Divadelní inscenace West Side Story měla světovou premiéru 26. září 1957 ve Winter Garden Theater na Broadwayi v New Yorku.
West Side Story je považováno za jeden z vrcholů ve svém žánru. Dominantními složkami tohoto, na svou dobu převratně, moderního muzikálu jsou dynamika, rychlost, rytmičnost – hudba, tanec, pohyb, zvuky, dialogy, kamera. Je znám též díky zlidovělým melodiím, jako jsou Somewhere, Maria, Tonight či America.

## Děj
Základní dějová linka vychází ze Shakespearovy tragédie Romeo a Julie.
Děj se odehrává v ulicích západní části New Yorku (West Side) USA. O životní prostor zde bojují dvě znepřátelené party (gangy) – domácí „Tryskáči“ (Jets) a přistěhovalci z Portorika „Žraloci“ (Sharks); ovšem i Tryskáči jsou potomci přistěhovalců často v první generaci. Žraloci i Tryskáči jsou varováni seržantem Krupkym a poručíkem Shrankem, aby potyček nechali. Obě skupiny ale chtějí i nadále získat nadvládu na tomto území a vůdce Tryskáčů Riff vymyslí plán – vzájemný souboj, který o nadvládě rozhodne. Riff se rozhodne, že přemluví i bývalého člena Tryskáčů Tonyho, aby se společně zúčastnil výzvy, která bude předána na tancovačce v tělocvičně. Někteří tryskáči ovšem pochybují, že Tony přijde, a pochybují i o jeho loajalitě k Tryskáčům („Jet song“). Riff Tonyho navštíví v práci a přesvědčí ho, aby přišel. Tony cítí, že přijde osudové setkání („ Something's coming“). Po úvodních tancích („Dance at the Gym“) se na společné tancovačce v tělocvičně setkají Tony (nejlepší přítel vůdce Tryskáčů Riffa) a Maria (sestra vůdce Žraloků Bernarda, která přijela nedávno z Puerta Rica a má se stát manželkou China) a zamilují se do sebe. Při tanci se pokusí o polibek, tomu však zabrání Bernardo a pošle Marii domů. Vůdcové obou skupin se dohodnou na upřesňující schůzce na neutrálním území. Zamilovaný Tony se vrací domů a zpívá („Maria“). Ta se objeví na požárním schodišti a vzájemně si vyznají lásku („ Tonight“), zatímco na střeše diskutují Anita a ostatní dívky o rozdílech mezi Portorikem a Amerikou („America“). Při čekání Tryskáčů na Žraloky jsou všichni vyzváni ke klidu a zanechání agrese („Cool“). Po příchodu Žraloků se diskutuje o způsobu souboje a zbraních. Tony navrhuje „fair fight“ – pěstní souboj mezi zástupci – po jednom z každé strany. Tento návrh je i přes odpor mnohých přijat. Bernardo věří, že bude bojovat s Tonym, místo něho však bude bojovat Diesel. Na místo setkání přijde neočekávaně poručík Shrank a znovu všechny varuje a snaží se zjistit místo souboje. Marně. Dalšího dne se setkává Tony s Marií ve svatebním obchodě, kde Maria pracuje jako švadlena. Společně sní o svatbě („One Hand One Heart“). Maria přesvědčí Tonyho, aby se pokusil zastavit boj. Nicméně všichni očekávají události, které přijdou toho večera („Tonight Quintet“). Tony přichází na domluvené místo – do skladu, kde souboj je již připraven. Tony se snaží zastavit boj a uzavřít mír, je na něj však posměšně kvokáno ve snaze zesměšnit jej a udělat z něj zbabělce – hlavně od Bernarda. Ten nakonec i na Tonyho zaútočí a Riff ve snaze bránit Tonyho udeří Bernarda. Dojde k pěstnímu souboji a poté k boji s noži, kdy Bernardo smrtelně zraní Riffa. Tony pak v záchvatu vzteku nad ztrátou svého nejlepšího přítele zabije nožem Bernarda. Než může dojít k dalším bojům, všichni se rozprchnou, když slyší zvuk policejních sirén.

## Česko

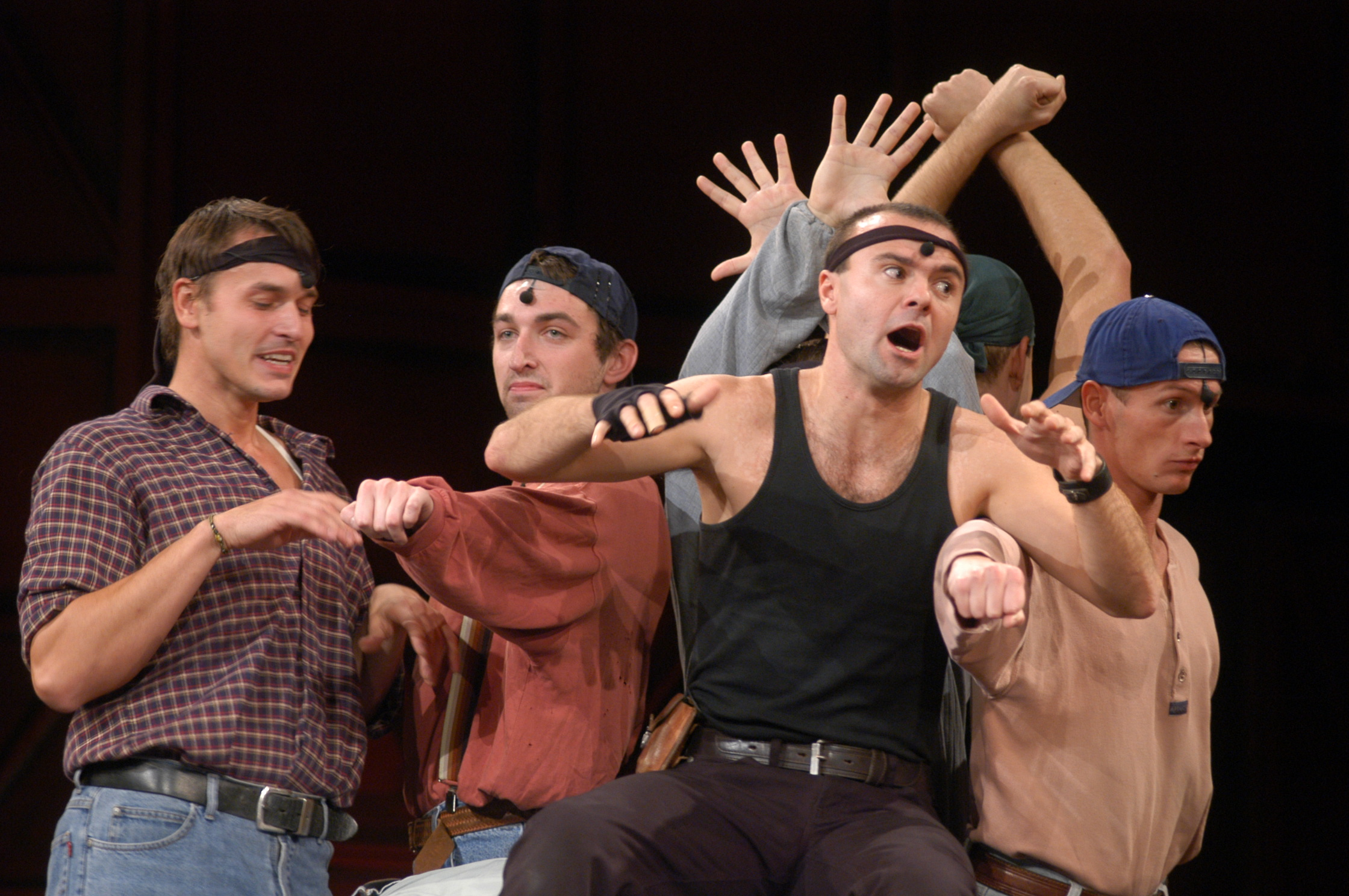
Provedení Městského divadla Brno

Českou premiéru měl muzikál v roce 1970 v Národním divadle v Brně, krátce poté jej uvedlo i Hudební divadlo v Karlíně. Přes pokročilé politické tání byl předmětem „dozoru“ („skryté“ a/nebo „dobrovolné“ cenzury), překlad byl bedlivě upravován ve snaze úředníků zamezit šíření amerického způsobu života, z propagačních materiálů musely být odstraněny rusko-finské hvězdy (sice pěticípé, ale stříbrné, a tak ideologicky „podezřelé“) těsně před vyvěšením plakátů po celé Praze (plakáty musely být znovu vytištěny).
Po listopadu 1989 se v Česku muzikál stal populární.[zdroj?]
Od roku 1989 se hrál v Městském divadle Brno. Režie se ujal Stanislav Moša. S tímto zpracováním slavilo Městské divadlo Brno mnoho úspěchů i na jevištích v Německu, Rakousku, Itálii či Belgii. Nyní[kdy?] je uváděno na Soudobé hudební scéně Městského divadla Brno. V hlavních rolích účinkovaly brněnské muzikálové osobnosti Petr Gazdík, Alena Antalová, Markéta Sedláčková, Roman Vojtek (ten byl za roli Tonyho nominován v roce 1997 na Cenu Thálie), Petra Jungmanová, Igor Ondříček.
V roce 1993 jej nastudoval v Hudebním divadle v Karlíně režisér a choreograf Richard Hes a do hlavních rolí obsadil např. Leonu Machálkovou, Richarda Genzera, Pavla Poláka nebo Annu K. V roce 2003 se znovu vrátil na jeviště Hudebního divadla Karlín v režii Jana Pechy s Davidem Uličníkem, Lucií Černíkovou, Romanem Vojtkem, Michalem Kavalčíkem, Vandou Konečnou a Terezou Duchkovou v hlavních rolích.
Dne 13. května 2017 proběhla premiéra v Divadle Josefa Kajetána Tyla v Plzni v režii Lumíra Olšovského s Kateřinou Falcovou jako Mariou a Pavlem Režným jako Tonym v hlavních rolích.
Dne 6. února 2020 se odehrála ostravská premiéra. Muzikál nastudoval soubor opereta/muzikál Národního divadla moravskoslezského v režii Jiřího Nekvasila. V roli Marii alternují Martina Šnytová, Marianna Polyáková a Patricia Janečková, v roli Tonyho se střídají Marco Salvadori, Tomáš Savka a  Patrik Vyskočil.